# クァク・シヤン
クァク・シヤン（ハングル：곽시양、漢字：郭時暘、本名：クァク・ミョンジン、1987年1月15日 - ）は、韓国の俳優。俳優グループ「One O One」のメンバー。

## 経歴・人物
檀国大学校自然科学学部中退。2014年に芸能界デビュー後、2015年にアン・ヒョソプやソン・ウォンソク、クォン・ドギュンらと共にグループ「One O One」へ加入した。翌年のテレビドラマ「ああ、私の幽霊さま」で知名度を上げた。
SMエンタテインメントの練習生だった過去がある。

## 出演

### テレビドラマ
- 気分の良い日（2014年、SBS）- チョン・ヒジュ役
- 七転び八起き、ク・ヘラ（2015年、Mnet）- カン・セジョン役
- ああ、私の幽霊さま（2015年、tvN）- ソ・ジュン役
- きっとうまくいくよ！（2015年、KBS）- カン・キチャン役
- もう一度ハッピーエンディング（2016年、MBC）- パン・テハン役
- 魔女宝鑑 〜ホジュン、若き日の恋〜（2016年、JTBC）- チェ・プンヨン役
- 最後から二番目の恋（2016年、SBS）- パク・ジュンオ役
- 三つ色のファンタジー（2017年、SBS）
- シカゴ・タイプライター（2017年、tvN）- ペク・テミン役
- サム、マイウェイ〜恋の一発逆転!〜（2017年、KBS）- キム・ナミル役
- ウェルカム2ライフ（2019年、MBC）- ク・ドンテク役
- アリス（2020年、SBS）- ユ・ミンヒョク役
- ホン・チョンギ（2021年、SBS）- チュヒャン大君役
- IDOL:THE COUP D'ETAT（2021年、JTBC）- チャ・ジェヒョク役
- キミと僕の警察学校（2022年、Disney+）- キム・ヒョンス役
- 美男堂の事件手帳（2022年、KBS）- コン・スチョル役

### 映画
- 夜間飛行（2014年）- シン・ヨンジュ役（主役）
- ロボット、音（2016年）- ソンガン役
- 部屋の中の象（2016年）- イ・ジェウォン役
- グッバイ・シングル（2016年）- カン・ジフン役
- 目撃者（2018年）- ソン・テホ役
- 長沙里9.15（2019年）- パク・チャンニョン中尉役

### バラエティ
- 私たち結婚しましたシーズン4　- 2015年-16年
- ランニングマン - 2020年ゲスト出演

### 広告
- 現代海上火災保険（2014年）
- Samsung Galaxy Note 3（2014年）

## 受賞歴
- 2016年MBC演技大賞：新人賞
- 2021年KBS演技大賞：男子部門ベストキャラクター賞